# Tết chuồng trâu
Tết chuồng trâu (tên gọi khác: tết ông chuồng, tết ông chuồng – bà chuồng, tết trâu, tết trâu bò) là một nghi lễ thờ cúng vị thần cai quản chuồng chăn nuôi của các hộ gia đình nông dân ở Việt Nam.
Theo quan niệm của người dân Việt Nam xưa, mỗi khu vực chuồng nuôi (trâu, bò, lợn, gà…) đều có những vị thần cai quản, được gọi là ông chuồng, bà chuồng. Hàng năm, từ ngày mùng 4 đến mùng 10 tháng Giêng âm lịch, người dân tổ chức cúng tết chuồng trâu với các lễ vật: đèn, nhang (hương), trầu, cau, trái cây, gạo, rượu, trà, vàng mã… ngay tại phía trước cửa (khu vực) chuồng nuôi nhốt vật nuôi với mong muốn có một năm chăn nuôi thuận lợi, vật nuôi khỏe mạnh. Kết thúc nghi lễ, chủ nhà đổ rượu vào miệng mũi trâu đực, đổ nước trà vào miệng mũi trâu cái; cho vật nuôi ăn xôi, bách vừa được cúng; dán giấy vàng bạc lên hai sừng của trâu bò, lên cột của chuồng nuôi.